# Andrija Mohorovičić
Andrija Mohorovičić (Volosko, 23 de enero de 1857 – Zagreb, 18 de diciembre de 1936) fue un notable meteorólogo y sismólogo austriaco. Su nombre está asociado a la Discontinuidad de Mohorovicic (el límite que separa la corteza del manto terrestre, cuya existencia descubrió analizando ondas sísmicas tras un terremoto ocurrido en 1909).

## Biografía
Mohorovičić nació en Volosko, cerca de Opatija, donde su padre, también llamado Andrija, ejercía como herrero fabricando anclas. El joven Andrija apreciaba el mar y contrajo matrimonio con la hija de un capitán, Silvija Verni. Tuvieron cuatro hijos.

### Formación académica
Recibió su educación elemental en su ciudad natal, continuando sus estudios en el instituto de una ciudad vecina, Rijeka. Posteriormente, completó su formación en Matemáticas y Física en la Facultad de Filosofía de Praga, en 1875. En esa ciudad, uno de sus profesores fue el famoso físico Ernst Mach. Con quince años, el joven Mohorovicic aprendió italiano, inglés y francés, y algún tiempo después, alemán, latín y griego antiguo.
Su carrera comenzó con un puesto de profesor en la Facultad de Zagreb (1879 - 1880) y más tarde, en la escuela secundaria de Osijek. En 1882, empezó a impartir clases en la Real Escuela Náutica de Bakar, cerca de Rijeka, puesto que conservó durante nueve años. Los trabajos que inició en ese período fueron cruciales en su posterior carrera científica. Desde 1893 hasta 1917 - 1918 fue profesor en los campos de la Geofísica y la Astronomía en la Facultad de Filosofía de la Universidad de Zagreb. En 1898 se convirtió en miembro de lo que posteriormente sería la Academia Croata de Ciencias y Artes, en Zagreb, donde él era docente privado. En 1910, asumió el puesto de profesor asociado de la universidad.

## Meteorología
En Bakar, su primer contacto fue con el campo de la Meteorología, de la cual impartió clases en la Real Escuela Náutica. Este campo de la ciencia le influyó hasta el punto de que fundó la estación meteorológica local en 1887. Comenzó a llevar a cabo observaciones, medidas y análisis sistemáticos, inventando y construyendo instrumentación para la medida de las velocidades vertical y horizontal de las nubes. En 1907, publicó el trabajo "Instrucciones para la observación de la precipitación en Croacia y Eslovenia". En respuesta a su requerimiento, en 1891 fue transferido a la Escuela Secundaria de Zagreb donde, en 1892, se convirtió en el director del Observatorio Meteorológico de Grič, estableciendo un servicio para toda Croacia, mientras simultaneaba la enseñanza de Geofísica y Astronomía en la universidad.
Un extraordinario fenómeno meteorológico que observó Andrija fue un tornado en Novska el 31 de marzo de 1892, que levantó por los aires un vagón de tren de 13 toneladas con 50 pasajeros, y lo lanzó a una distancia de 30 metros. También observó un "vijor" (manga de viento, torbellino), cerca de Cazma en 1898, y estudió el clima en la capital, Zagreb. En su último trabajo sobre Meteorología, en 1901, trató el descenso de la temperatura atmosférica en función de la altitud. Los datos acumulados sobre las observaciones que realizó de las nubes formaron la base de su tesis doctoral titulada "Sobre la observación de las nubes, el período diario y anual en Bakar", y presentada en la Universidad de Zagreb, que le hizo merecedor de su grado de Doctor en Filosofía en el año 1893.

## Sismología

La corteza terrestre y el manto, la Discontinuidad de Mohorovicic entre el fondo de la corteza y el manto superior sólido.

El 8 de octubre de 1909, un terremoto azotó Prokuplje, una región al sudeste de Zagreb, localizándose el epicentro a 39 kilómetros de la capital croata. Numerosos de los existentes sismógrafos habían sido instalados antes de este suceso, y proveyeron datos de incalculable valor que permitieron a Andrija efectuar nuevos descubrimientos. Concluyó que cuando las ondas sísmicas alcanzan los límites entre distintos tipos de material, estas se reflejan y se refractan, tal y como lo hacen las ondas electromagnéticas que componen la luz cuando atraviesan un prisma. Estableció que cuando tiene lugar un terremoto, se transmiten dos tipos de ondas -longitudinales y transversales-, que se propagan a través del terreno con diferentes velocidades.
Analizando los datos recibidos por los distintos puntos de observación, Mohorovicic concluyó que la Tierra está formada por capas superficiales alrededor del núcleo interno. Fue el primer científico en deducir (basándose en las ondas sísmicas), la discontinuidad de superficie y velocidad que separa la corteza terrestre del manto. Existen profundidades donde las ondas sísmicas varían su velocidad y donde también varía la composición química del medio. A partir de los datos recogidos, estimó que el espesor de la capa superior (corteza) es de aproximadamente 54 kilómetros. Actualmente, se sabe que la corteza alcanza los 5 - 9 kilómetros de grosor bajo la superficie del fondo oceánico, mientras que bajo la superficie continental, el espesor se encuentra entre los 25 y los 60 kilómetros. La superficie que separa la corteza del manto se denomina discontinuidad de Mohorovicic o Moho.
El posterior estudio de la estructura de la Tierra confirmó la existencia de esta discontinuidad bajo todos los continentes y los océanos. Los pensamientos e ideas de Mohorovicic fueron visionarias y solo fueron verdaderamente comprendidas muchos años más tarde.
Mohorovicic se retiró en 1921. Fue uno de los más prominentes científicos en el campo del estudio de Tierra en el siglo XX.

## Honores
- El asteroide (8422) Mohorovičić lleva este nombre en su memoria.[1]
- El cráter lunar Mohorovičić también conmemora su nombre.[2]